# Tomáš Řezníček
Tomáš Řezníček (* 14. März 1985 in Šumperk) ist ein tschechischer Handballspieler.
Der 1,93 Meter große und 93 Kilogramm schwere rechte Rückraumspieler steht bei HC Coversano unter Vertrag. Zuvor spielte er bei RK Velenje und RK Celje. Mit dem italienischen und den beiden slowenischen Vereinen spielte er in der EHF Champions League (2005/2006, 2007/2008, 2008/2009) und im Europapokal der Pokalsieger (2006/2007, 2009/2010).
Tomáš Řezníček steht im Aufgebot der  tschechischen Nationalmannschaft, so für die Handball-Europameisterschaft 2010. Seinen ersten Einsatz für die A-Nationalmannschaft bestritt er am 18. Juni 2006 gegen die serbische Auswahl.